# Elek Ottó
Elek Ottó dobos, aki a Tankcsapda együttes tagjaként vált országosan ismertté.

## Zenei pályafutása
1990-ben Nyíregyházán Nácsa László gitárossal és Incze Ottó basszusgitárossal közösen megalapította az Unfit Ass. (Unfit Association) nevű zenekarát, amelyben a dobolás mellett 1994-ig énekelt (hörgött) is. Ebben a korszakban death metalt játszott az együttes. Elek Ottó 1994-ben adta át az énekesi feladatokat Máté Szabolcsnak, és az Unfit Ass. zenéje is változott ezáltal. 1996-ban a Trottel Records kiadásában megjelent első és egyetlen lemezükön kísérletezős, alternatív metal dalok hallhatóak. Az angol nyelvű album azonban nem lett sikeres, és a zenekar feloszlott. 2011-ben két korai Unfit Ass.-demó dalai kerültek kiadásra közös CD-n a Neverheard Distro gondozásában.
Elek Ottó 1997-ben őszén a debreceni Tankcsapda dobosa lett, miután Buzsik György a Connektor :567: album felvételei után elhagyta a zenekart. A lemezbemutató turnén már Elek dobolt. 1999-ben a Ha zajt akartok! albumon játszott, de nem igazán tudott beilleszkedni az együttesbe, és az év végén távozott. Utoljára a Tankológia válogatásra felkerült Mennyország Tourist dalban játszott.

## Diszkográfia
Unfit Ass.
- Pulse (1996)
- Absurd Reality/Flagging Water (2011)

Tankcsapda
- Ha zajt akartok! (1999)
- Tankológia (1999)

## Külső hivatkozások
- A Tankcsapda hivatalos honlapja